# Romanska kyrkor i Andorra
Romanska kyrkor i Andorra är en grupp kyrkor som tillsammans lyfts fram som ett av Andorras framtida världsarv genom att de satts upp på landets förhandslista (tentativa lista). De byggnadsverk som ingår i detta är:

## Grupp 1

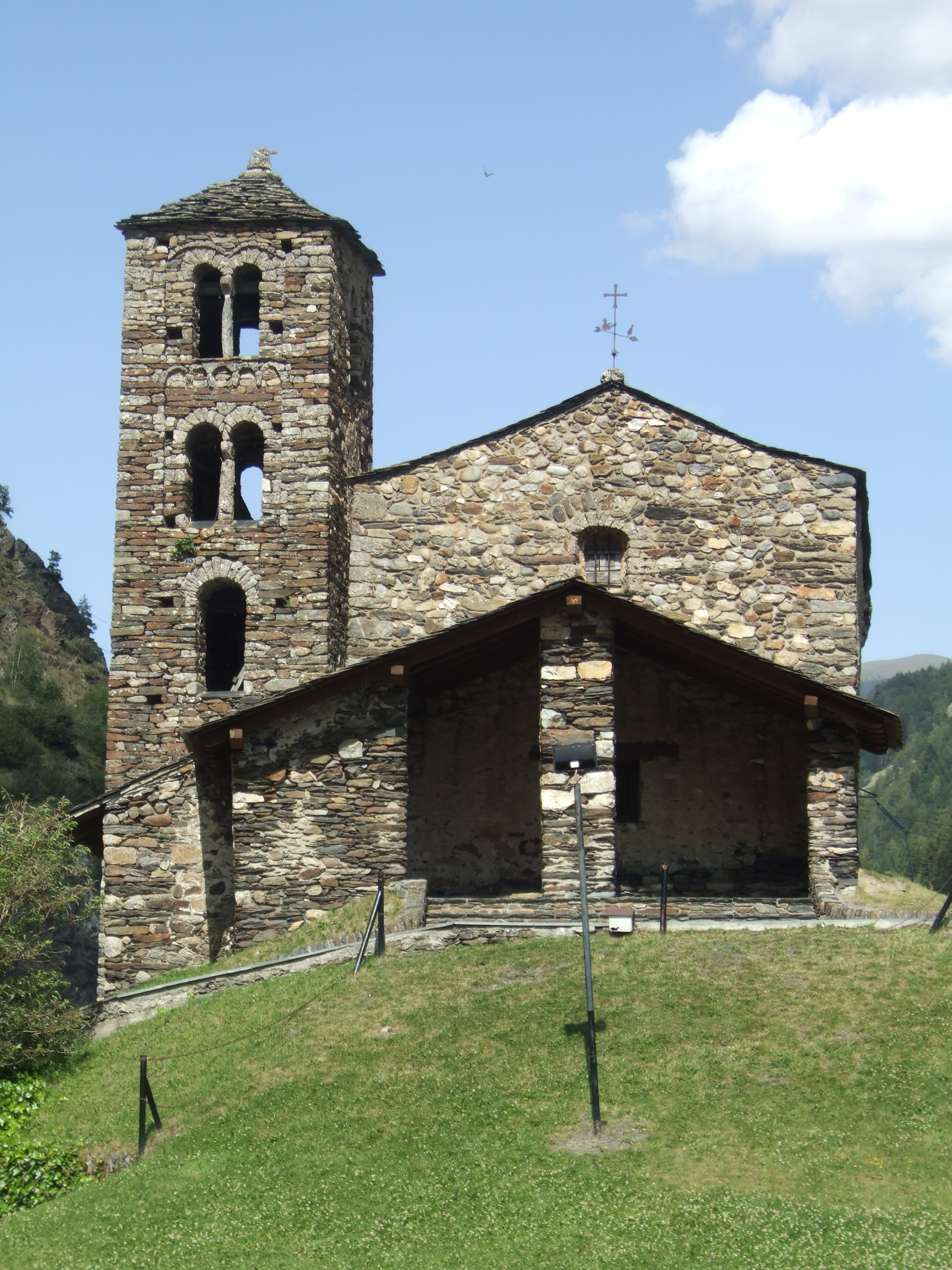
Sant Joan de Caselles
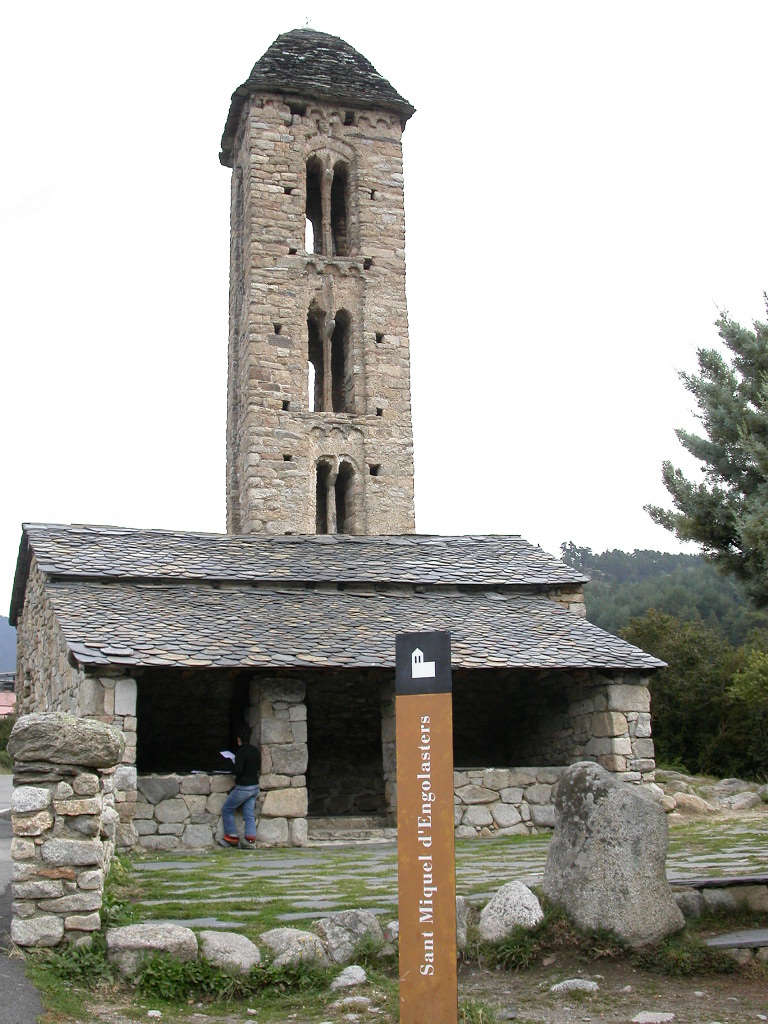
Sant Miquel Engolasters

- Sant Joan de Caselles
- Sant Miquel Engolasters

## Grupp 2
- Historiska byggnader i Pal med kyrkan Sant Climent de Pal
- Historiska byggnader i  La Cortinada och Sant Martí de la La Cortinada
- Mola del Mas d'en Solé
- Mola i serradora de cal Pal
- Historiska byggnader i Bons och Sant Roma
- Sant Serni de Nagol

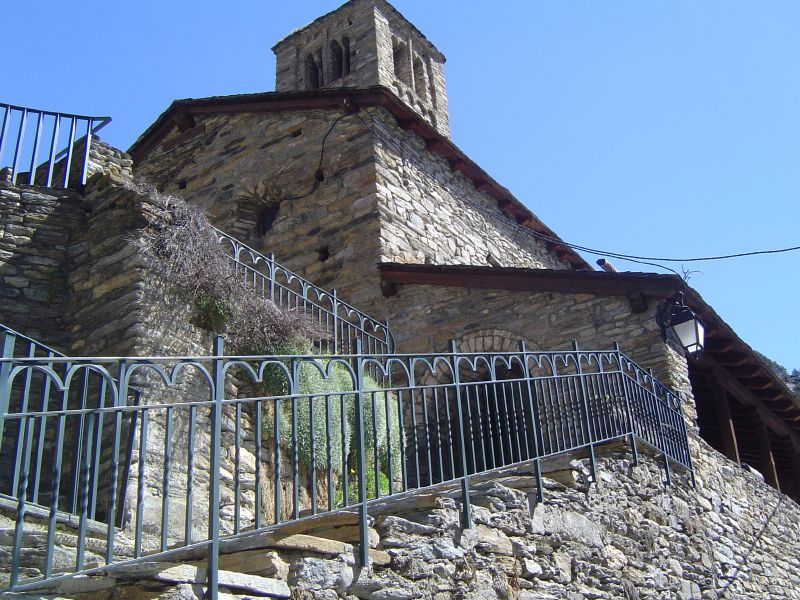
Sant Climent de Pal
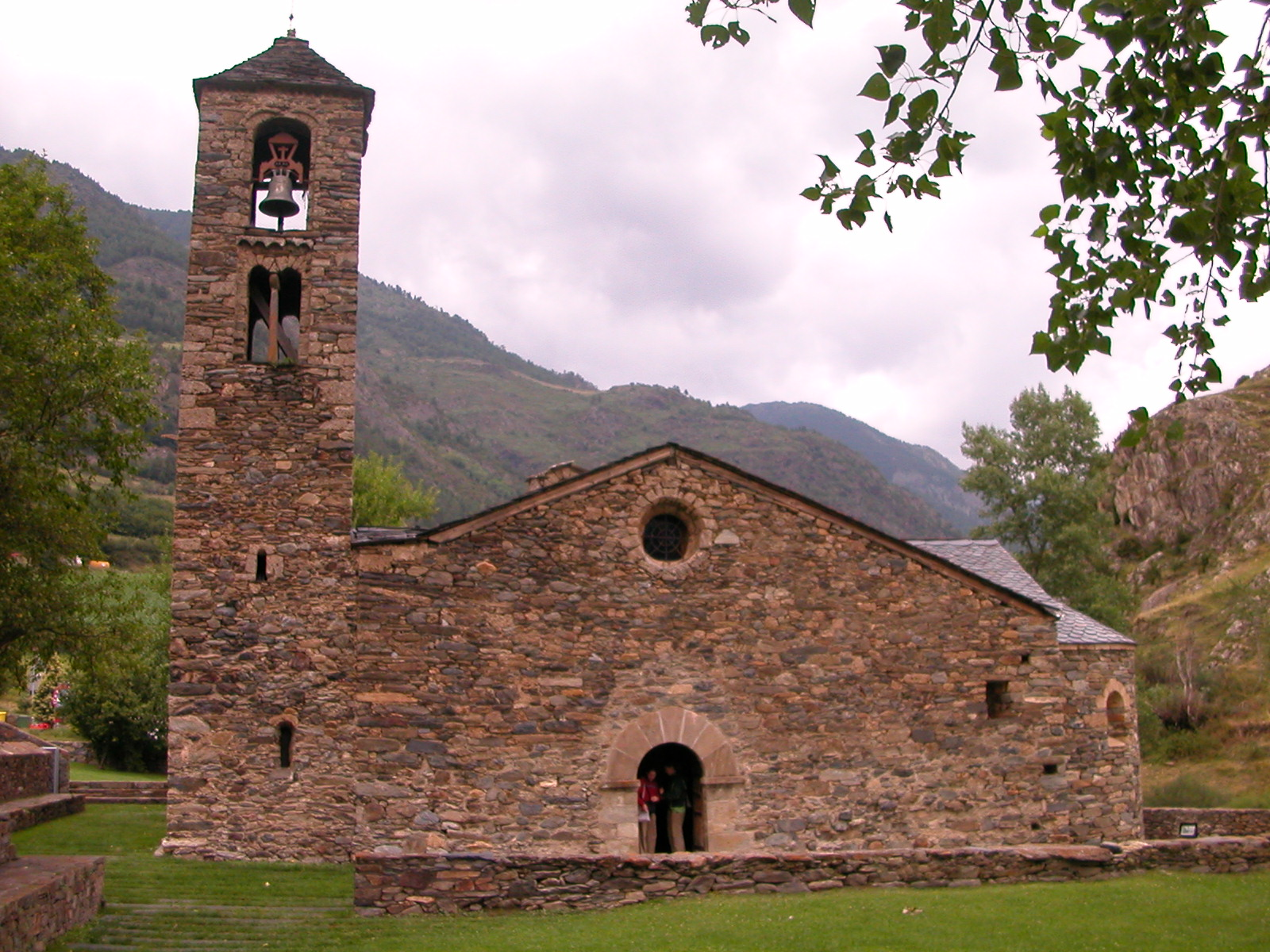
Sant Martí de la Cortinada
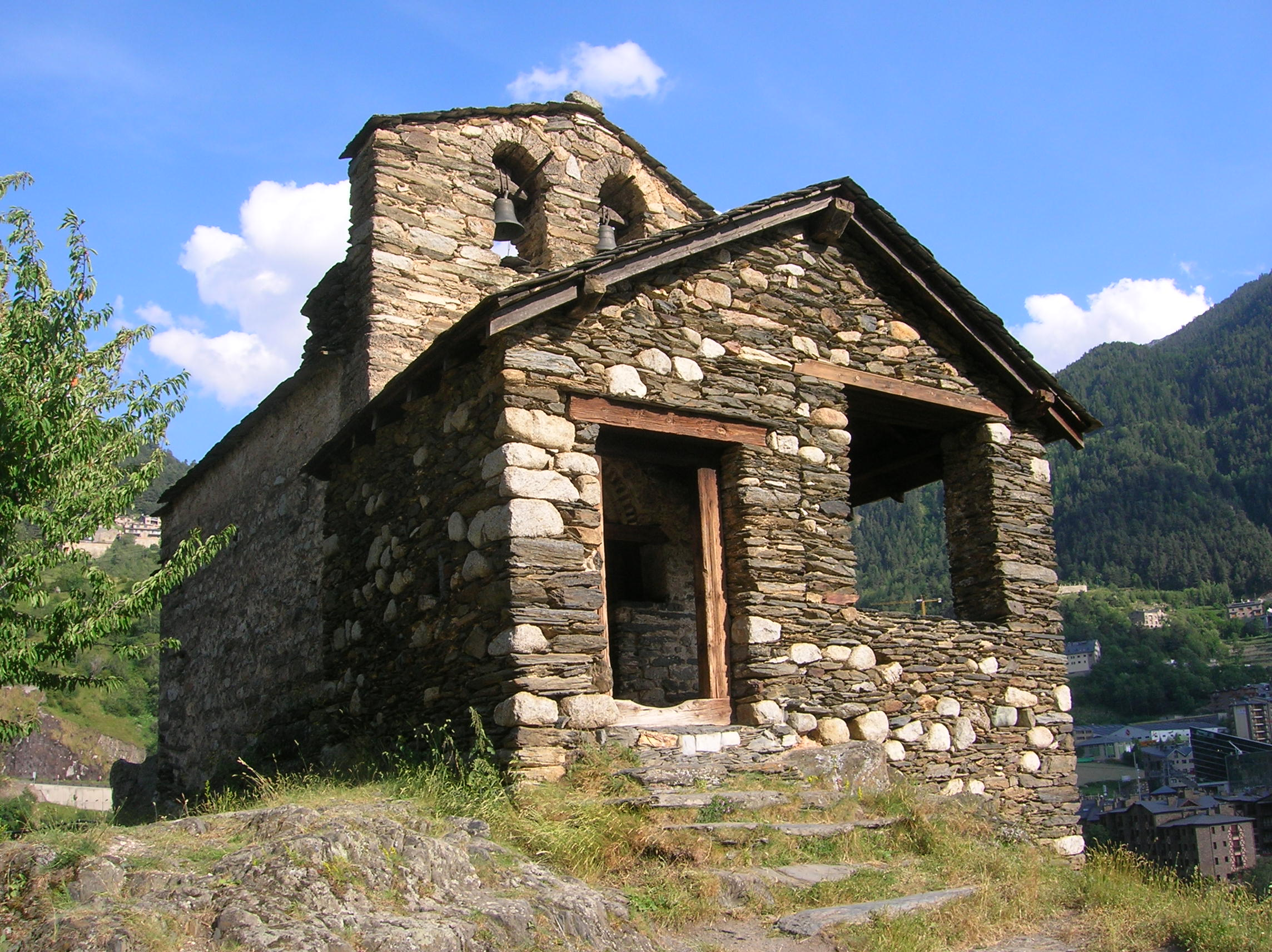
Sant Romà i Bons
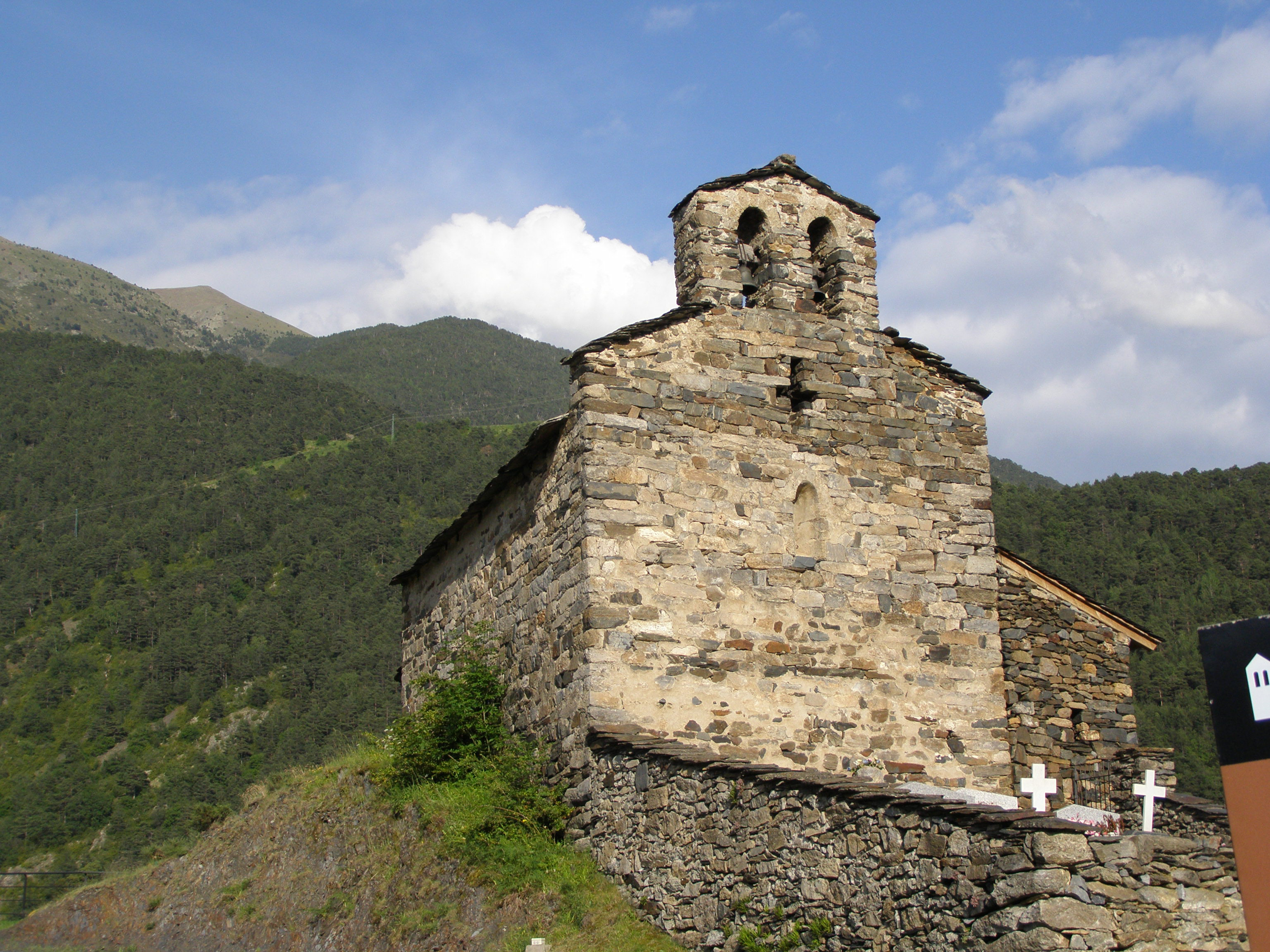
Sant Serni de Nagol

## Grupp 3
- Tornet och verandan till Santa Eulàlia d'Encamp
- Tornet till Sant Julià de Sant Germà

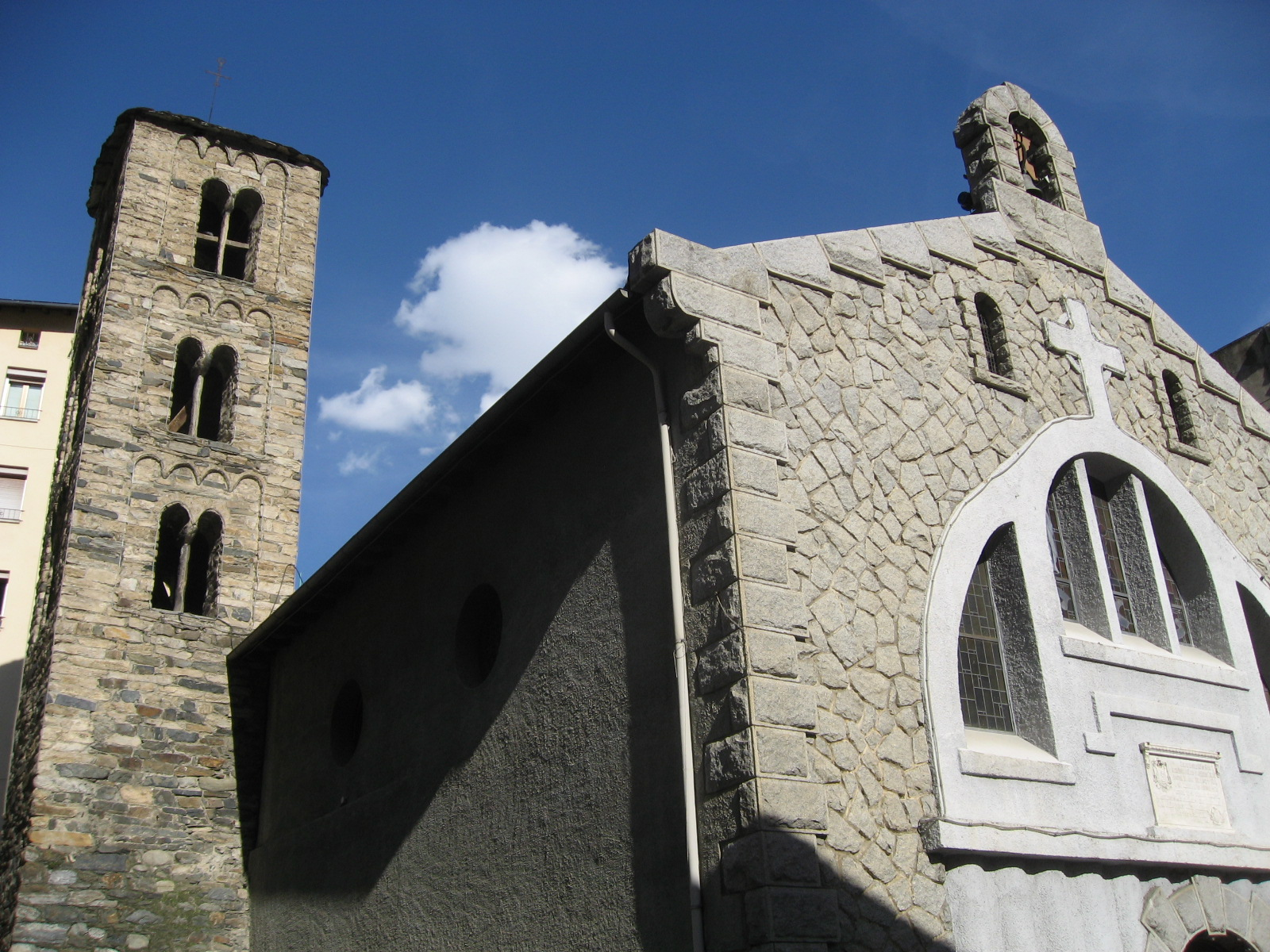
Sant Julià i Sant Germa